# Saara Aalto
Saara Sofia Aalto (Oulunsalo, 1987. április 20. –) finn énekesnő, dalszerző és szinkronszínész. 2012-ben a The Voice of Finland első évadában a második helyen végzett. 2016-ban a brit The X Factor tizenharmadik évadában a második helyen végzett, ami nemzetközi ismertséget hozott számára. 2018-ban ő képviselte Finnországot a 2018-as Eurovíziós Dalfesztiválon, Lisszabonban a Monsters című dalával. Az első elődöntőből a tizedikként jutott tovább a döntőbe, ahol az utolsó előtti, huszonötödik helyezést érte el, 46 ponttal. Ugyanebben az évben az X Factor Suomi egyik zsűritagja lett. 2019-ben részt vett a brit Dancing on Ice című műsorban, ahol a harmadik helyezést érte el.

## Élete
Aalto az észak-finnországi Oulunsalóban született. Zenész családban nőtt fel, és zongorázni tanult az Odesszában született pedagógustól, Olga Maslaktól.  Öt éves korában írta meg első dalát. Nagyapja, Eeli Aalto festő és dokumentumfilm-rendező, nagybátyja pedig a bűvész, Simo Aalto. Tizenegyévesen megnyerte a Kotkai Tengerészeti Fesztivál gyermekeknek szóló dalversenyét saját szerzeményével. 2003-ban az Amerikai Egyesült Államokban megrendezett Charlotte Church éneklését imitáló nemzetközi énekversenyt is megnyerte. 2004-ben Finnországot képviselte a romániai Aranyszarvas Fesztiválon. Zenei tanulmányait a madetojai zenei középiskolában végezte, majd 2005-ben Helsinkibe költözött, ahol a Sibelius Akadémián és a Helsinki Pop & Jazz Konzervatóriumban tanult.

## Pályafutása

### 2007–2011: Kezdetek
2007-ben a Talent Suomi című tehetségkutatóban a három legjobb közé jutott.
Színésznőként is dolgozik: szerepelt több musicalben, köztük a Wicked finn produkciójában (Dorothy és Pfannee szerepében), valamint a Jézus Krisztus Szupersztárban Mária Magdolna szerepében. 2008 és 2011 között a Helsinki Városi Színház musicaljeiben is játszott, például a High School Musical színpadi változataiban, majd ismét a Wickedben.

### 2011, 2016: Eurovíziós nemzeti válogatók
Aalto kétszer is megpróbálta Finnországot képviselni az Eurovíziós Dalfesztiválon. 2011-ben a finn nemzeti döntőben második lett Paradise Oskar mögött a Blessed with Love című dalával. 2016-ban ismét indult az Uuden Musiikin Kilpailu versenyen, ahol szintén a második helyet szerezte meg, ekkor a No Fear című dalával. Bár a közönségszavazást ő nyerte, a zsűri azonban Sandhja mellett döntött.

### 2010–2013: Siker Kínában
Az eurovíziós válogatóműsor után kínai nyelvű verziót készített dalából, amelyet egy karácsonyi dalversenyen adott elő. 2012-ben vendégfellépőként szerepelt Robert Wells Rhapsody in Rock produkciójában Sanghajban. 2013-ban José Carreras koncertjén is fellépett, több dalt kínaiul énekelve. Ugyanebben az évben az Sanghaji Nemzetközi Filmfesztivál záróünnepségén is szerepelt, amelyet több százmillióan láttak. Népszerűségét kihasználva 2013-ban kínai piacra szánt albumot adott ki, amelynek kilenc dala mandarin nyelven készült el.

### 2012: The Voice of Finland
2012-ben a The Voice of Finland első évadában szerepelt, ahol a második helyen végzett. Az élő műsorok során többek között a Barracuda, a Je suis malade és az Over the Rainbow című dalokat énekelte.

### 2016–napjainkig: X-Faktor, Eurovíziós Dalfesztivál és új albumok
2016-ban a brit The X Factor-ban szerepelt, ahol Sharon Osbourne mentoráltja lett, és a döntőben a második helyen végzett. Ez jelentős ismertséget hozott számára az Egyesült Királyságban. A műsor után szerződést kötött a Sony Music UK és a Sony Music Finland kiadókkal, majd 2017-ben a Warner Musichoz szerződött. 2018-ban Finnországot képviselte az Eurovíziós Dalfesztiválon Monsters című dalával, amely a döntőben huszonötödik helyen végzett. Ugyanebben az évben megjelent Wild Wild Wonderland című albuma, és az X Factor Suomi zsűritagja lett.
2019-ben részt vett a brit Dancing on Ice műsorban, ahol a harmadik helyezést érte el. Ebben az évben a londoni Pride hivatalos dalát is ő énekelte (Dance Like Nobody's Watching), és megalapította saját kiadóját, a No Fear Music-ot.
2020-ban új kislemezt adott ki brit drag queen Baga Chipz közreműködésével (When the Sun Goes Down), majd elhagyta a Warner kiadót. 2021 őszén főszerepet játszott a We Will Rock You című musicalben Helsinkiben.

## Magánélete
Kilenc évig párkapcsolatban élt Teemu Roivainennel, akivel szakításuk után is együtt dolgozott zenei projekteken. Később megismerkedett Meri Sopanen személyi edzővel, akivel 2016-ban eljegyezték egymást, majd 2020 áprilisában összeházasodtak. A Covid19-pandémia miatt az esküvői ünnepséget elhalasztották, végül 2023 júniusában Olaszországban tartották meg

## Diszkográfia

### ALbumok
- Blessed with Love (2011)
- Enkeleitä – Angels (2011)
- You Had My Heart (2013)
- Ai De Zhu Fu (2013)
- Tonight (2015, Teemu Roivainennel közösen)
- Wild Wild Wonderland (2018)
- Fairytale – Joulun taikaa (2019)

### EP-k
- Fairytale – International (2019)

### Kislemezek
- Blessed with Love (2011)
- You Had My Heart (2013)
- You Raise Me Up (2014, Teemu Roivainennel)
- No Fear (2016)
- Monsters (2018)
- Domino (2018)
- Queens (2018)
- DANCE!!! (2018)
- Dance Like Nobody's Watching (2019)
- Starry Skies (2019)
- Tähdet, taivas ja sä (2019)
- Koska et oo täällä enää (2019)
- When the Sun Goes Down (2020, Baga Chipz-zel)
- Every Christmas Day (2020)